# عائلة الحاج متولي (مسلسل)
عائلة الحاج متولي هو مسلسل تلفزيوني درامي مصري من إنتاج قطاع الإنتاج التلفزيوني المصري. عرض في شهر رمضان عام 1998 على 12 محطة عربية. ويناقش المسلسل مشاكل تعدد الزوجات ومشاكل الرجل الشرقي مع مشكلة تعدد الزوجات. في إطار يتسم بالمرح والجدية. وخلال المسلسل نلاحظ كيفية تعامل الزوج مع الزوجات الأربع اللواتي يعتبرن أنفسهن محظوظات في حياتهن الزوجية حيث يعيش كل أفراد العائلة في عز ورفاهية طوال الوقت تحت سيطرة الزوج والأب متولي.

## قصة المسلسل
تدور الأحداث حول الحياة الخاصة لرجل الأعمال متولي وزوجاته الخمس. توفيت زوجته زبيدة إثر مرض السرطان وتزوج بعدها أمينة لكي ترعى ابنه سعيد ثم يكتشف أنها لا تنجب فيتزوج نعمة الله، ثم تظهر له مأمورة الضرائب مديحة فيعجب بها ويتزوجها وعندما يصبح كبيراً في السن تظهر سميرة بنت السَّخاوي فيطلبها للزواج ولكن يتفاجئ برفضها له وأيضا بأن ابنه سعيد يريد الزواج منها ونرى كيف يتعامل الحاج مع الموقف فينسى فكرة الزواج من سميره وتبدأ أُلفَت صاحبة سميرة بالتقرب من الحاج حتى يتزوجها ولكنها تزوجته طمعاً في الثراء فيضع خطة وهي؛ أن يدعى الإفلاس ويطلب من زوجاته المساعدة، ولما طلب الحاج متولي من زوجاته أن يعطوه المال قائلا لهم أنه خسر كل ممتلكاته وافقوا إلا أُلفَت.
بعد ذلك طلبت أُلفَت الطلاق فطلقها وفرح كل زوجات الحاج متولي بطلاقها منه وأخبرهم أنها كانت تحب أن يهديها المجوهرات لكنه كان بذكائه يخدعها ويهديها بدل الألماس الحقيقي زجاج مقلد يشبه الألماس رخيص الثمن. قام بتأدية دوره الفنان نور الشريف وأيضا باقي أبطال المسلسل. فادية عبد الغني في دور "زبيدة" (الزوجة الأولى). ماجدة زكي في دور "أمينة" (الزوجة الثانية). غادة عبد الرازق في دور "نعمة الله" (الزوجة الثالثة)، سمية الخشاب في دور "مديحة" (الزوجة الرابعة)، مصطفى شعبان في دور "سعيد" (ابن الحاج متولي من زوجته الأولى "زبيدة")، ومونيا في دور "أُلفَت" (الزوجة الخامسة) وغيرهم.

## الشخصيات
- نور الشريف: الحاج متولي بطل المسلسل
- فادية عبد الغني: زبيدة الزوجة الأولى ووالدة سعيد وقد توفيت في المسلسل
- ماجدة زكي: أمينة الزوجة الثانية
- غادة عبد الرازق: نعمة الله الزوجة الثالثة
- سمية الخشاب: مديحة الزوجة الرابعة
- مونيا: أُلفَت الزوجة الخامسة
- مصطفى شعبان: سعيد الابن الأكبر للحاج متولي
- أحمد الدمرداش: مكرم الابن الثاني للحاج متولي
- محمد الدفراوي: الحاج سلامة الذي عَلَّمَ متولي صنعة تجارة القماش
- حسين الشربيني: الحاج طلعت السخاوي منافس متولي في السوق
- ميمي جمال: زوجة طلعت السخاوي وكانت تتمني الزواج من متولي بعد موت زوجها
- رجاء الجداوي: والدة مديحة
- ممدوح وافي: زاهر زوج والدة مديحة
- عايدة رياض: صباح دجالة كانت تحب متولي وقت فقره
- رانيا يوسف: فاطمة الابنة الكبرى لنعمة الله وزوجة سعيد
- مجدي كامل: أيمن موظف بمكتب مديحة
- نورهان (ممثلة): سميرة ابنة طلعت السخاوي زميلة سعيد وأُلفَت وكان متولي يتمنى زواجها
- إنعام سالوسة: أم إبراهيم خادمة لدى زبيدة ثم لدى أمينة
- هادي خفاجة: "سعيد" وهو صغير
- فاروق فلوكس: "بهجت" والد زوجة الحاج متولي "أُلفَت"
- عثمان محمد علي: "حسين" مستخدم لدى الحاج متولي
- خالد العيسوي: "سامى"
- عايدة غنيم: "سعدية"
- أمل إبراهيم: خالة صباح الدجالة
- إيمان سمير: "مهجة" إبنة صباح الدجالة
- رضا ادريس: صديق وبائع للحاج متولي
- أحمد دياب: زوج عمة أمينة الزوجة الثانية
- يوسف العسال: "جورج" صاحب محل الذهب
- مجدي عبد الوهاب: بدور شوقي

بالإضافة إلى: فاتن شعبان - أحمد مجدي - فاروق رمضان - شروق - عاطف طنطاوي - مصطفى رجب - سامي مغاوري - طارق كمال - سيد الطيب - بهجت عدلي - نجلاء فهمي  - محمد عبد الحليم - رحاب أحمد - محمد لطفي عبد الله - تغريد فهمي - حمدي حفني - فهمي شتيوي - بلبل - محمد يحيى - شيرين عبد الدايم - أيمن عامر - محمد زكي

## الجزء الثاني
كان هناك قرار على الموافقة لعمل جزء ثاني للمسلسل. المؤلف مصطفى محرم قال أنه سبق أن وضع الخطوط الأولى للجزء الثاني من المسلسل بعد نجاح الجزء الأول مباشرة، وذلك استعدادا لكتابته إلا أن رئيس مجلس الشورى السابق صفوت الشريف منعه من إكماله، حيث اتصل به صفوت وهدده بمنع عرض الجزء الثاني في الفضائيات إذا أصر على استكماله، وعندما سأله عن السبب وراء هذا التهديد، أكد له صفوت الشريف أن فكرة المسلسل لم تنل إعجاب زوجة الرئيس المصري السابق محمد حسني مبارك سوزان مبارك، بعد نجاح ثورة يناير تم رفع الحظر الموجود على الإعلام بشكل عام. وأكد نور الشريف أن العمل سيعرض في رمضان 2013. وتوفي الفنان نور الشريف دون إنتاج هذا الجزء.